# Moïse Katumbi

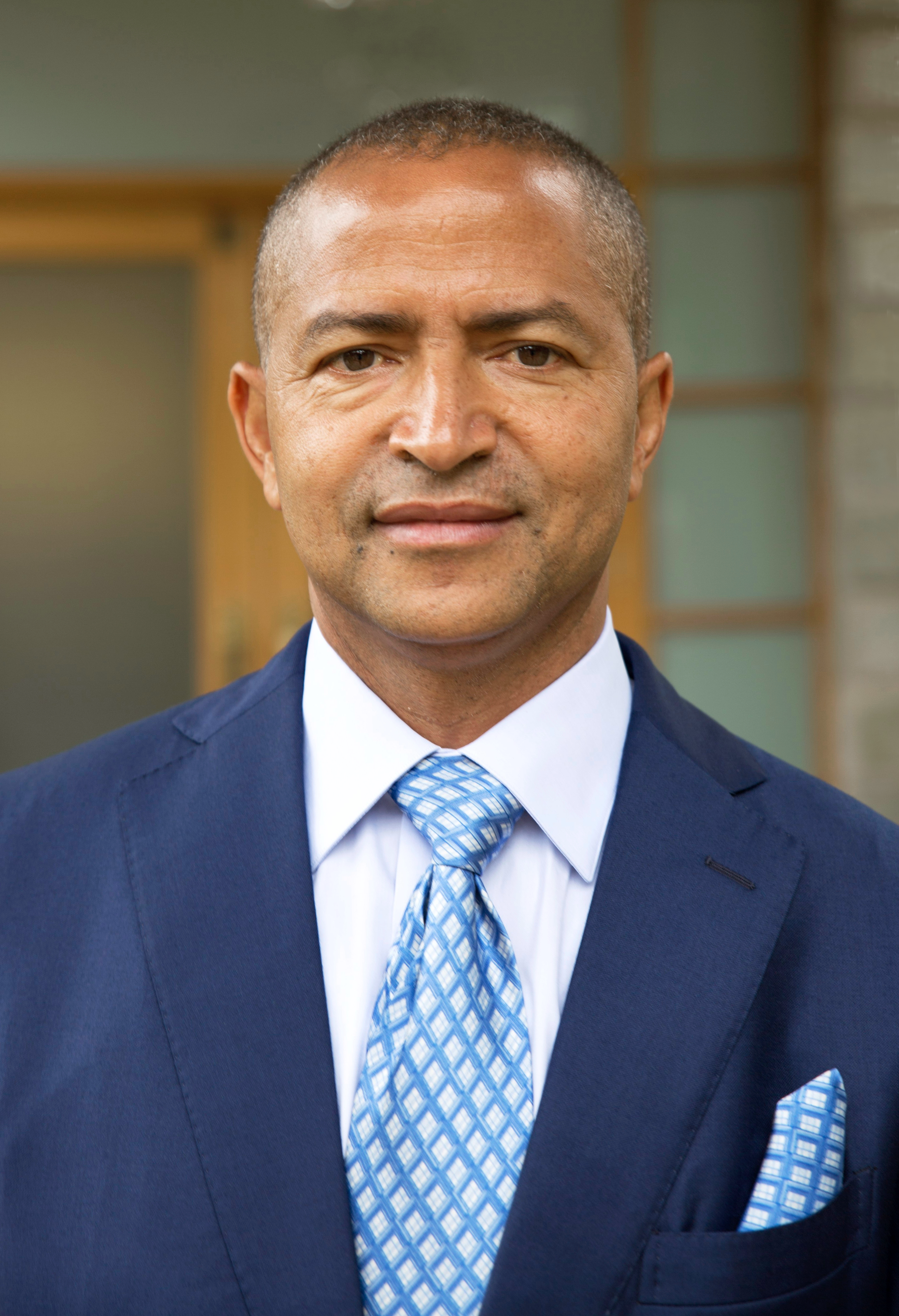
Moise Katumbi, 2016

Moïse Katumbi Chapwe (* 28. Dezember 1964 in Kashobwe, Kongo-Kinshasa) ist ein kongolesischer Politiker und Geschäftsmann. Er war von 2007 bis September 2015 der Gouverneur der Provinz Katanga im Süden der DR Kongo. Er war bis 29. September 2015 Mitglied der Parti du Peuple pour la Reconstruction et la Démocratie (PPRD). Er wurde zeitweise als „wahrscheinlich der zweitmächtigste Mann in der Demokratischen Republik Kongo nach dem Präsidenten Joseph Kabila“ beschrieben.

## Familie und Ausbildung
Moïse Katumbi ist der Sohn einer kongolesischen Mutter und eines griechisch-sephardischen Vaters, Nissim Soriano, der zwischen den beiden Weltkriegen aus Rhodos floh, als es vom faschistischen Italien kontrolliert wurde. Er ließ sich in Katanga in der Nähe des Moero-Sees nieder.
Moïse Katumbi ist verheiratet mit Carine Katumbi, einer Belgierin burundischer Abstammung.
Moïse Katumbi studierte an der Kiwele-Schule von Lubumbashi und an der Kapolowe-Mission, wo er ein staatliches Diplom für den Abschluss in Psychologie erhielt.
Während er das Geschäft seines Bruders leitete und andere Aktivitäten in Sambia startete, lernte er Englisch und besuchte Management-Kurse.

## Geschäftliche Karriere

### Fischereigeschäft
Moïse Katumbi begann seine berufliche Laufbahn damit, in der Schule Fisch zu verkaufen, und realisierte seinen ersten Gewinn von umgerechnet 40 US-Dollar im Alter von 13 Jahren. Er hatte dann Erfolg im Fischereigeschäft am Mwerusee, hauptsächlich durch die Belieferung des staatlichen Bergbauunternehmens Gécamines.

### Etablissement Katumbi
Er baute die Aktivitäten in Sambia aus und diversifizierte schnell auf andere Sektoren: Transport, Handel und Lebensmittelversorgung. In der Provinz Katanga ließ er ein Straßennetz von mehreren tausend Kilometern aufbauen, ländliche und städtische Gemeinden an das Stromnetz anschließen sowie Schulen und Krankenhäusern bauen oder renovieren.
Im Jahr 1987 schuf er die Holding Etablissement Katumbi, um alle seine Aktivitätsfelder wie Bergbau, Transport und Nahrungsmittelversorgung zu konsolidieren.

### Bergbauunternehmen Katanga
Zehn Jahre später, nach einer Zeit der Diversifizierung, schuf er die MCK (Mining Company Katanga), die 80 % von Gécamines’ Kupfer und Kobalt-Bergbau übernahm. Am 9. November 2015 kaufte die französische Firma Necotrans MCK für einen nicht veröffentlichten Betrag.

## Fußball

### TP Mazembe
Seit 1997 ist Moïse Katumbi der Präsident der Fußballmannschaft Tout Puissant Mazembe in Lubumbashi. Das Team gewann fünf Mal die CAF Champions League, zuletzt in den Jahren 2009, 2010 und 2015. Sie standen auch im Finale der FIFA Klub-Weltmeisterschaft im Jahr 2010 in Abu Dhabi. Der Club schrieb Geschichte, indem er als erster Verein aus Afrika die europäische und südamerikanische Dominanz zu brechen vermochte. Das Finale verlor er gegen Inter Mailand.
Moïse Katumbi entwickelt den Fußball auch zum Sozialprogramm, um Jugendliche in der Provinz Katanga zu motivieren und trainieren. Katumbi stellte auch das Stadion des TP Mazembe im Jahr 2011 mit Kosten von 35 Millionen US-Dollar fertig.

### FIFA-Strategiekommission
Am 2. Januar 2012 wurde er in die FIFA-Strategiekommission gewählt.

## Politisches Leben
Im Jahr 2006 und 2011 unterstützt Moïse Katumbi Joseph Kabilas Kampagne, als Präsident der Demokratischen Republik Kongo zu kandidieren. Doch wie viele andere distanzierte sich Katumbi im Jahr 2015 öffentlich von Kabila.
In einem am 13. November 2015 veröffentlichten Reuters-Artikel schlug Moïse Katumbi vor, Kabila nach Aufgabe seines Postens Immunität vor Strafverfolgung zu gewähren „als einen Versuch, Kabila dazu zu bringen, seinen Posten zu verlassen, wenn seine zweite und letzte Amtszeit im folgenden Jahr endet“. Moïse fügte hinzu, dass wenn Kabila innerhalb der konstitutionellen Frist gehen würde, er der „Vater der kongolesische Demokratie“ und zu einem sehr geschätzten Präsidenten des kongolesischen Volkes würde.

### Abgeordneter der Nationalversammlung
Im Jahr 2006 wurde Katumbi als Abgeordneter der Nationalversammlung der DR Kongo gewählt und danach im Januar 2007 mit 94 von 102 Stimmen zum Gouverneur der Provinz Katanga.

### Gouverneur von Katanga
Kurz nachdem er sein Amt als Gouverneur von Katanga eingenommen hatte, setzte Moïse Katumbi ein Exportverbot für mineralische Rohstoffe durch und zwang so die großen Bergbauunternehmen, Verarbeitungsbetriebe in der Provinz zu bauen. Er erhöhte die lokalen Steuereinnahmen durch die Bekämpfung der Korruption und die Erhöhung der Exporte von Kupferkathoden von 80 Millionen US-$ auf mehr als 3 Milliarden US-$. Diese Einkünfte wurden verwendet, um Schulen, Straßen und Krankenhäuser zu bauen und der zahlreichen armen Bevölkerung sauberes Wasser zu bringen (von 3 % auf 67 % mit Zugang zu sauberem Wasser).
Gemäß den Daten der Minenaufsicht erhöhte Moïse Katumbi die Kupferproduktion von 8000 Tonnen im Jahr 2006 auf mehr als 1 Million Tonnen im Jahr 2014. Seine Regierung baute mehr als 1000 Kilometer Straßen und reduzierte den Preis für Maismehl von 45 US-$ auf 10 US-$ pro Sack.
Im Jahr 2013 kündigte Moïse Katumbi an, er würde getreu der Landesverfassung seines Landes nicht für eine zweite Amtszeit als Gouverneur kandidieren. Für die Präsidentschaftswahlen 2016 sahen ihn viele nationale und internationale Beobachter als potenziellen Kandidaten und Nachfolger von Joseph Kabila.

### Front Citoyen 2016
Am 29. September 2015 trat Katumbi er als Gouverneur zurück, nachdem die Führer der sieben politischen Parteien der regierenden präsidentiellen Mehrheit ausgeschlossen wurden, weil sie einen offenen Brief an Kabila geschrieben hatten, in dem sie seine Absicht, am Ende seiner zweiten Amtszeit im Jahr 2016 zurückzutreten, in Frage stellten. Katumbi fügte hinzu, dass sein Austritt aus der Parti du Peuple pour la Reconstruction et la Démocratie (PPRD) ihm erlauben würde, die Verfassung zu verteidigen und die Versuche der nationalen Regierung hervorzuheben, die Wahlen zu verzögern. sowie seine Rede- und Handlungsfreiheit zurückzugewinnen. In der gleichen Erklärung kündigte er an, dass wichtige Konsultationen unter den Mitgliedern der Zivilgesellschaft stattfinden, um eine republikanische und demokratische Bewegung im Land aufzubauen. Am 19. Dezember 2015 vereinigten sich Moïse Katumbi und 26 hochkarätige kongolesische Persönlichkeiten zu einem Bündnis, genannt „Front Citoyen 2016“. Es befasste sich damit, die Verfassung zu schützen und sicherzustellen, dass die für 2016 geplanten Präsidentschaftswahlen stattfinden.

### Exil, Versuch der Präsidentschaftskandidatur 2018 und Rückkehr 2019
Seit 2016 lebt Katumbi im belgischen Exil. Am 13. Juni 2018 wurde er auf dem Flughafen Brüssel-Zaventem wegen eines angeblich gefälschten Passes festgenommen. Es stellte sich jedoch heraus, dass die kongolesische Regierung den Pass manipuliert hatte. Er plante die Teilnahme an der nunmehr auf Ende 2018 verschobenen Präsidentschaftswahl. An der kongolesischen Grenze wurde er aber mehrfach abgewiesen, so dass er sich nicht als Kandidat registrieren konnte. In der Folge unterstützte er den Kandidaten Martin Fayulu, der jedoch laut einer umstrittenen Entscheidung der Wahlkommission Félix Tshisekedi unterlag. Anfang Mai 2019 kündigte er seine Rückkehr in die Demokratische Republik Kongo an, die er am 20. Mai vollzog. Er erkennt Tshisekedi als Präsidenten an und will als Oppositionspolitiker fungieren. Eine Rundreise durch das Land wurde ihm jedoch von den Behörden verweigert.

## Preise und Auszeichnungen
Am 15. Dezember 2012 verlieh die Millenium Excellence-Stiftung Katumbi in Nairobi, Kenia, die Auszeichnung „Black Star of Africa 2012“. Die Auszeichnung erkennt seine Leistungen und seine Rolle als Vorkämpfer einer guten afrikanischen Regierungsführung an.
Im Januar 2015 erhielt Moïse Katumbi vom Afrikanischen Fußball-Verband CAF die Auszeichnung „Fußball-Leader des Jahres“.
Am 22. Dezember 2015 wurde Moïse Katumbi von Jeune Afrique, dem größten pan-afrikanischen Magazin, zur „Afrikanischen Persönlichkeit des Jahres 2015“ ernannt.